# 牧野秀成
牧野 秀成（まきの ひでなり）は、江戸時代前期の越後国長岡藩主一門。通称は主水正。

## 略歴
牧野康成の次男として誕生。長岡藩初代藩主牧野忠成の異母弟。
兄の忠成は性格が激しく、弟の秀成は温厚で人望があり、秀成を担ぐ勢力が藩内にあった。長岡城の留守居を任されていたといわれる。しかし、秀成は寛永6年（1629年）8月に槙村の文殊院正徳寺、のちに古志郡椿沢村（現在の見附市）の椿沢寺に幽閉されたが、暗殺または、詰め腹を切らされたという伝説がある。
秀成の没後、同年寛永14年（1637年）6月22日に兄忠成の嫡子・光成が急死し、その死により長岡藩は、忠盛と与板侯・三根山侯のお家騒動に発展した。このため、秀成の怨霊説が囁かれて、秀成は、弥彦神社付属の十柱神社に手厚く祭祀された。法名は冷光院殿昌誉覚了幻心居士。
秀成派18名の家臣は与板に追放となったが、この18名の一部で筋目の高い譜代の家臣（あるいはその末裔）は、後に与板藩牧野家の家臣団に再仕官が許された者がいたようである（出典「小諸藩」「牧野家臣団」加藤誠一著）。